# Janvier 1753
Cette page présente les faits marquants du mois de janvier 1753.

## Événements
- 11 janvier : concordat en Espagne qui officialise le droit de patronage royal et fait tomber d’importants revenus religieux dans les caisses de l’État[1]. C’est la première manifestation du régalisme.